# Amina Mama
Amina Mama (19 de setembre del 1958) és una escriptora feminista i acadèmica britaniconigeriana. S'ha centrat en el postcolonialisme, el militarisme i les qüestions de sexe. Ha viscut a Àfrica i Amèrica del Nord i ha lluitat per a crear relacions entre intel·lectuals feministes d'arreu del món.

## Biografia
Mama nasqué al nord de Nigèria el 1958, en una casa mixta. El seu pare és nigerià i sa mare, anglesa. Segons Mama, el seu context familiar i la seua educació eclèctica li donaren una visió particular del món. El 1992 es casà amb Nuruddin Farah, amb qui tingueren dos fills.
Cresqué a Kaduna, un poble diferent a nivell religiós i ètnic del nord de Nigèria. Les seues arrels paternes es poden rastrejar fins a Bida. Alguns parents de Mama s'implicaren en el sistema educatiu postcolonial de Nigèria.(5) El 1966 abandonà la seua comunitat a Nigèria a causa d'aldarulls antimusulmans.

## Carrera
Mama es traslladà de Nigèria al Regne Unit per estudiar en la Universitat de St Andrews (Escòcia), i n'obtingué al 1980 una llicenciatura amb honors en Psicologia. Després, a l'Escola de Londres d'Economia i Ciències polítiques, en la Universitat de Londres, feu un màster en Psicologia social i en el Birkbeck College acabà el 1987 un doctorat en Psicologia organitzacional, amb la tesi Race and Subjectivity: A Study of Black Women. Alguns dels seus primers treballs comparen els contextos de les dones del Regne Unit i de Nigèria. Després es traslladà als Països Baixos i a Nigèria, on va trobar més entrebancs en el 2000. És per això que es va mudar a Sud-àfrica, on treballà en la Universitat de Ciutat del Cap, històricament blanca. Allí fou la directora de l'Institut Africà de Gènere i va col·laborar en la fundació de la revista Feminist Africa, de la qual és editora.
El 2008 Mama treballà en el Mills College d'Oakland (Califòrnia). Hi comentà: «Vaig aprendre que els Estats Units no és sols una font d'imperialisme gran i dolenta». Com a professora, fou catedràtica de lideratge femení amb Barbara Lee en Mills; i fou la primera persona a ocupar aquest càrrec. Va donar al costat de Lee «Política real, polítiques reals» sobre temes relatius a les dones africanes i afroamericanes, com ara rols de gènere, pobresa, VIH i militarisme. També és cap de la càtedra del departament d'Estudis de Gènere i Dones en la Universitat de Califòrnia.
Mama és presidenta de la comissió de directors del Fons Global per a les Dones i assessora d'altres organitzacions internacionals. També codirigeix l'Institut de Recerca per al Desenvolupament Social de les Nacions Unides. Forma part del consell de les revistes acadèmiques feministes Meridians i Signs. Una de les seues obres més conegudes és Beyond the Masks: Race, Gender and Subjectivity. Mama també s'ha implicat en el món del cinema: el 2010 va coproduir la pel·lícula The Witches of Gambaga amb Yaba Badoe.

## Ideologia
Mama es considera feminista i argumenta que el feminisme s'origina a Àfrica, mentre que el feminisme blanc «mai no ha pogut ser prou fort per a ser "enemic", en el sentit que el capitalisme global el perceba així». Ha criticat algun discurs dins el corrent de dones en desenvolupament per traure dels estudis de gènere el significat polític del feminisme. Opina que les universitats africanes continuen sent patriarcals, en termes del sexisme interpersonal i bretxes de gènere institucionals. Una àrea d'interés per a Mama és la identitat de gènere relacionada amb el militarisme global. Critica obertament el Comandament Àfrica dels Estats Units (AFRICOM), al qual considera una manera violenta i neoimperialista d'extraure recursos.

## Publicacions
- The Hidden Struggle: Statutory and Voluntary Sector Responses to Violence Against Black Women in the Home. Runnymede, 1989. ISBN 9781861770059.
- «Black Women and the Police: A Place Where the Law is Not Upheld», en Inside Babylon: The Caribbean Diaspora in Britain, ed. Winston James and Clive Harris. Londres: Verso, 1993. ISBN 9780860914716.
- Beyond the Masks: Race, Gender, and Subjectivity. Nova York: Routledge, 1995. ISBN 9780415035446.
- National Machinery for Women in Africa: Towards an analysis. Third World Network, 2000. ISBN 9789988602017.
- "Is It Ethical to Study Africa? Preliminary Thoughts on Scholarship and Freedom". African Studies Review 50 (1), abril del 2007.